# Kim Dzsvadzsin
Kim Dzsvadzsin, írói álnevén Pekja (hangul: 김좌진, handzsa: 金佐鎭, RR: Kim Chwa-chin; Hongszong, 1889. december 16. – Csilin, 1930. január 24.) koreai politikus és a függetlenségi mozgalom résztvevője, a koreai anarchizmus képviselője, akit gyakran emlegetnek a „koreai Mahnóként”.

## Élete

### Származása és családja
Kim Dzsvadzsin az andongi Kim-vérvonalból származott, édesapja Kim Hjonggju volt. Családja jó körülmények között élt. Amikor Kim 18 éves volt, 50 családot szabadított ki a rabszolgaságból, és nyilvánosan elégette a rabszolga-nyilvántartást, majd minden családnak földet adott, ahol élhetnek. Ez volt az első rabszolga-felszabadítás a modern Koreában[forrás?].
- Édesapja: Kim Hjonggju
- Első felesége: O úrhölgy
- Második felesége: Kim úrhölgy
- Fia: Kim Duhan

### Tevékenysége
Kim Dzsvadzsin a korai időktől kezdve felismerte, illetve ellenezte a japán imperializmust. 1919-ben alapította meg az északi hadsereg katonai közigazgatási hivatalát (북로군정서군, 北路軍政署軍); valamint katonai kiképzőtábort is hozott létre. Korea japán megszállását, valamint a japánok elleni 1919-es március 1-i mozgalmat követően koreai szabadcsapatok vették fel a harcot a japán hadsereggel Korea, valamint Mandzsúria területén. A Kim Dzsvadzsin vezette északi hadsereg 1920 októberében csapott össze a japán császári erőkkel a mandzsúriaiCsingsanli (Qingshanli) (koreaiul: 청산리, Cshongszanli) mellett.
Kim Dzsvadzsin ezután egy végrehajtó bizottság élére került, s e pozíciójában próbálta összefogni a különféle függetlenségi csoportokat Kínában és Mandzsúriában. 1925-ben Sinmin néven, egy volt kínai prefektúra területén önálló tartományt hozott létre az általa vezetett anarcho-kommunista közösség számára. Sinminből kiindulva vezetett gerillacsapatokat és támadásokat a japánok ellen. Noha a japán hadsereg mind tapasztalatával, mind felszereltségével felülmúlta a koreai szabadságharcosokat, Kim sikeresen megvédelmezte a sinmini anarchista közösséget.
Kim Dzsvadzsin 1930. január 24-én vesztette életét, amikor a japán gyarmati kormányzat megbízásából merényletet követtek el ellene egy észak-mandzsúriai rizsmalom mellett.
Halála után az anarchista mozgalom nehéz helyzetbe került mind Mandzsúriában, mind Koreában. A Sinmint két frontról érte támadás: délről japán csapatok, míg északról egykori szövetsége, a kínai szovjet köztársaság küldött csapatokat a koreai anarchisták ellen. 1932 nyarára a Sinmin legfontosabb vezetőit megölték, a közösség megszűnt, tagjai illegalitásba kényszerültek.
A koreai függetlenségi mozgalom vezetőjeként Kim Dzsvadzsin Északon és Délen egyaránt elismert történelmi szereplő. 1991-ben helyreállították szülőházát; a cshongszanli csatában aratott győzelmére minden év októberében ünnepség keretében emlékeznek meg .

## Fordítás
- Ez a szócikk részben vagy egészben  a   Kim Chwa-chin című angol Wikipédia-szócikk ezen változatának fordításán alapul.  Az eredeti cikk szerkesztőit annak laptörténete sorolja fel. Ez a jelzés csupán a megfogalmazás eredetét és a szerzői jogokat jelzi, nem szolgál a cikkben szereplő információk forrásmegjelöléseként.